# 伊丽莎白·齐默尔曼
伊丽莎白·埃贝拉娜·齐默尔曼（1948年4月14日—）是菲律宾总统罗德里戈·杜特尔特的前妻。

## 早年生活
齐默尔曼1948年4月14日生于达沃省。她的祖父从德国移民到美国。她毕业于达沃雅典耀大学，在菲律宾航空担任空服員。

## 政治
齐默尔曼2001年参选达沃市市议员但没有成功。她参加了“巡游 杜30”，一个在米沙鄢群岛和棉兰老岛支持她前夫竞选2016年菲律賓總統選舉的30天巴士巡游活动。

## 个人生活
齐默尔曼嫁给菲律宾总统罗德里戈·杜特尔特27年，育有三个孩子，其中包括萨拉·杜特尔特。她在1998年提出离婚。在提出离婚几个月后，齐默尔曼搬到了马尼拉她兄弟家，但她偶尔会去达沃市探望跟随着杜特尔特仍在那里学习的孩子。2000年法院判决离婚。离婚后，齐默尔曼与她前夫依然是朋友。她选择继续使用“杜特尔特”作为她姓氏的一部分，而不在乎已经离婚了，她说她与杜特尔特的婚姻从来没有在罗马天主教教堂取消。
2015年8月，齐默尔曼被诊断出患有乳腺癌3期。